# EV7 Route van de Zon
De Route van de Zon (Sun Route) is een geheel bewegwijzerde fietsroute op Europese schaal van zo'n 7650 kilometer lang. De route maakt deel uit van het EuroVelo-fietsroutenetwerk van de European Cyclists' Federation, en is opgezet met financiering vanuit een Interreg-programma van de Europese Unie. Het type bewegwijzering verschilt van land tot land omdat gebruik wordt gemaakt van nationale netten van lange-afstandsfietsroutes. De route is vooral bedoeld voor fietsvakantie. 

## Routebeschrijving
Per land zijn de belangrijkste steden die doorkruist worden:
| Land       | Belangrijkste steden (kruising met andere EuroVelo)                                                                       |
| ---------- | --- |
| Noorwegen  | Noordkaap (EV1 - EV11), Alta (EV1), Kautokeino                                                                            |
| Finland    | Hetta |
| Zweden     | Töre (EV10), Luleå, Piteå, Skellefteå, Umeå, Sundsvall (EV10), Falun, Göteborg (EV3 - EV12), Halmstad (EV12), Helsingborg |
| Denemarken | Helsingør, Kopenhagen (EV10), Nykøbing Falster (EV10), Gedser                                                             |
| Duitsland  | Rostock (EV10 - EV13), Berlijn (EV2), Lutherstadt Wittenberg (EV2), Dresden                                               |
| Tsjechië   | Ústí nad Labem, Praag (EV4), České Budějovice, Vyšší Brod (EV13)                                                          |
| Oostenrijk | Bad Leonfelden, Linz (EV6)                                                                                                |
| Duitsland  | Passau (EV6) |
| Oostenrijk | Salzburg, Bischofshofen (EV14), Sankt Johann im Pongau (EV14), Sillian                                                    |
| Italië     | Bolzano, Trento, San Benedetto Po (EV8), Bologna, Prato, Florence, Rome (EV5), Napels, Salerno, Catanzaro, Sicilië        |
| Malta      | Malta |

De route verbindt de regio van de middernachtzon met het mediterraan klimaat.
Onderweg zijn er veel bezienswaardigheden. Voor gidsen en toelichtingen moet gebruikgemaakt worden van het materiaal dat per land beschikbaar is. In sommige gevallen kan dat er toe leiden dat het alleen beschikbaar is in de taal van dat land. 

### Noorwegen
In Noorwegen voert de route vanaf de Noordkaap parallel met de EV1 Atlantische Kustroute tot Alta. De route gaat door het Nationaal park Stabbursdalen.

### Finland
De route gaat een heel klein deel door het Finse Lapland.

### Zweden
De route doorkruist vrijwel de gehele lengte van Zweden en voert door Lapland en langs de Botnische Golf. Van Töre tot Sundsvall loopt de route parallel met de EV10 Oostzeeroute. In Göteborg kan worden aangesloten op de EV3 Pelgrimsroute. Tussen Otterbäcken en Vänersborg maakt de route gebruik van de Vänerleden en tussen Göteborg en Helsingborg maakt de route gebruik van de Kattegattleden, beide routes zijn nationale fietsroutes van Zweden. Tussen Göteborg en Halmstad loopt de route parallel met de EV12 Noordzeeroute. Met de veerboot wordt in Helsingborg de Sont overgestoken naar het Deense Helsingør.

### Denemarken
In Denemarken volgt de route de Nationale Route 9 - Gedser-Helsingør, tussen Kopenhagen en Gedser ook wel de Radfernweg Berlijn-Kopenhagen genoemd. Tussen Kopenhagen en Nykøbing Falster loopt de route ook parallel met de EV10 Oostzeeroute.

### Duitsland
Met het veer tussen Gedser en Rostock komt de route in Duitsland. Tot Berlijn loopt de route mee met Radfernweg Berlijn-Kopenhagen (onderdeel van de D-route 11 - Oostzee-Oberbayern). De route gaat door de hoofdstad Berlijn met veel bezienswaardigheden. Tussen Berlijn en Lutherstadt Wittenberg loopt de route parallel met de EV2 Hoofdstedenroute. Vanaf Lutherstadt Wittenberg tot de grens met Tsjechië volgt de route de Elberadweg.

### Tsjechië
In Tsjechië gaat de route door de hoofdstad Praag met veel bezienswaardigheden. Hier kruist de route ook de EV4 Midden-Europaroute. Vanaf de grens met Duitsland tot Praag volgt de route de Elberadweg.

### Oostenrijk
Vanaf Linz naar Passau (in Duitsland) volgt de route de Donauradweg en loopt ze parallel met de EV6 Atlantische kust naar de Zwarte Zee.
Na Passau volgt de route de Tauernradweg tot Sankt Johann im Pongau. Tussen Bischofshofen en Sankt Johann loopt de route ook parallel met de EV14 Meren en rivieren van Midden-Europa. 

### Italië
In Italië doet de route tal van bezienswaardige steden aan, als Florence, Rome en Napels. In de Povlakte bij San Benedetto Po kruist de route de EV8 Middellandse Zeeroute en in Rome kruist de route de EV5 Via Romea Francigena. De route komt aan de Middellandse Zee en gaat ook over Sicilië.

### Malta
Na Sicilië steekt de route over naar Malta om hier te eindigen.